# Radio Bam
Radio Bam – cotygodniowa audycja radiowa, nadawana w poniedziałki o godzinie 19 czasu wschodniego na kanale 28 (Faction) radia Sirius Satellite.
Tytuł programu pochodzi od imienia prowadzącego Bama Margery -  profesjonalnego skatera, gwiazdy programów Viva la Bam, Bam’s Unholy Union oraz członka obsady programu i filmów z serii Jackass. Częstymi gośćmi Bama są jego przyjaciele z CKY Crew i rodzina, m.in. Brandon Novak, Brandon DiCamillo, Missy Margera, April Margera, Chad Ginsburg, Jess Margera.

## Historia
Audycja Radio Bam po raz pierwszy pojawiła się na antenie 15 listopada 2004 roku. Przez pierwsze 50 wydań częstymi gośćmi w programie byli Chris Raab, Brandon DiCamillo i Rake Yohn. Sporadycznie występują Ryan Dunn i Lendon Pridgen. Inni sławni goście to Steve-O, Jimmy Pop i  Ville Valo.
26 grudnia 2005 roku, Brandon Novak zaprosił do programu dwie prostytutki z Filadelfii i zamierzał wykonywać z nimi różne czynności seksualne. Program został przerwany w momencie, kiedy akt seksualny się zaczynał. Dwa tygodnie później, podczas następnej audycji na żywo, Margera wytłumaczył co się stało i dlaczego w pewnym momencie przerwano puszczając utwór "All My Friends Are Dead" grupy muzycznej Turbonegro.
28 sierpnia 2006 roku, krótko po rozpoczęciu audycji, Margera przerwał emisję programu. Spowodowane to było zdenerwowaniem pozwaniem jego wujka, Dona Vito, za rzekome molestowanie dwóch 12-letnich dziewczynek podczas rozdawania autografów. Po zejściu z anteny, stacja grała muzykę przez resztę godziny. Następnie w październiku odbył się 48-godzinny Bam-A-Thon, w którym zamieszczono najlepsze fragmenty programu Radio Bam.